# Мілехіно
Міле́хіно (рос. Милехино) — присілок у складі Маріїнського округу Кемеровської області, Росія.

## Населення
Населення — 80 осіб (2010; 82 у 2002).
Національний склад (станом на 2002 рік):
- росіяни — 98 %